# Александр Джеймісон
Александр Джеймісон (англ. Alexander Jamieson, 1782—1850) — шотландський письменник і шкільний учитель, професійний автор підручників, ритор. Після провалу своєї школи він працював актуарієм. Його книга «Небесний атлас» 1822 року набула великої популярності, значно вплинувши на створення наступних зоряних атласів.

## Біографія
Джеймісона народився в Ротсеї, в родині колісника Вільяма Джеймісона та Маргарет Стюарт. В Марішал-коледжі в Абердіні здобув ступінь магістра мистецтв (1821) та доктора права (1823). У 1825 році поступив до Коледжу Святого Івана в Кембриджі та розпочав там десятирічний курс навчання на бакалавра теології. У 1826 році став членом Лондонського астрономічного товариства.
Джеймісон був активним у період 1814—1846 років, писав підручники та керував школою. У 1824 році він викладав у Гестон-Гаусі на Гаунслоу-Гіт, від 1826 до 1838 року — в Академії Вайк-Гаус у Міддлсексі, яка рекламувалася як підготовка для армії, флоту, інженерів-будівельників, архітекторів та геодезистів. Серед його учнів був граф Джордж Віндзор (граф). Там же викладав Джон Рауз Блокзем.
Джеймісон був оголошений банкрутом у 1838 році. Потім він працював актуарієм. Ближче до кінця життя він переніс інсульт, після чого переїхав до Брюгге в Бельгії разом зі своєю дружиною Френсіс (уродженою Тертл), відомою письменницею, з якою він одружився в 1820 році. Вона була авторкою відносно успішної книги «Ешфордська ректорія, або Виправлення зіпсованої дитини. Містить короткий вступ до наук архітектури та геральдики….». Джеймісон помер у Брюгге 6 липня 1850 року.

## Твори
Джеймісон був автором двох надзвичайно успішних граматик: «Граматика риторики та ввічливої літератури» (1818, щонайменше 53 американських видання) та «Граматика логіки та інтелектуальної філософії» (1819, щонайменше 10 американських видань). Перша спиралася на «Лекції з риторики та художньої літератури» Г'ю Блера, а також на «Філософію риторики» Джорджа Кемпбелла, скорочений варіант якої Джеймісон опублікував у 1823 році. Джеймісон також скоротив «Елементи критики» лорда Камеса.
Усі ці шотландські автори, разом з Александром Беном, широко використовувалися в американських коледжах XIX століття для написання риторичних текстів, а «Граматика Джеймісона» до 1844 року витримала 24 видання. Вона вільно цитувала Джозефа Аддісона та Марка Акенсайда, Вільяма Шекспіра і Джона Мільтона, і була типовим тогочасним текстом про жіночу освіту. «Граматика риторики» поєднала праці Блера, Кемпбелла та Камеса з «Лекціями з витонченої літератури та логіки» (1806) Вільяма Баррона та граматикою Ліндлі Мюррея.
Інші роботи Джейсісона включають:

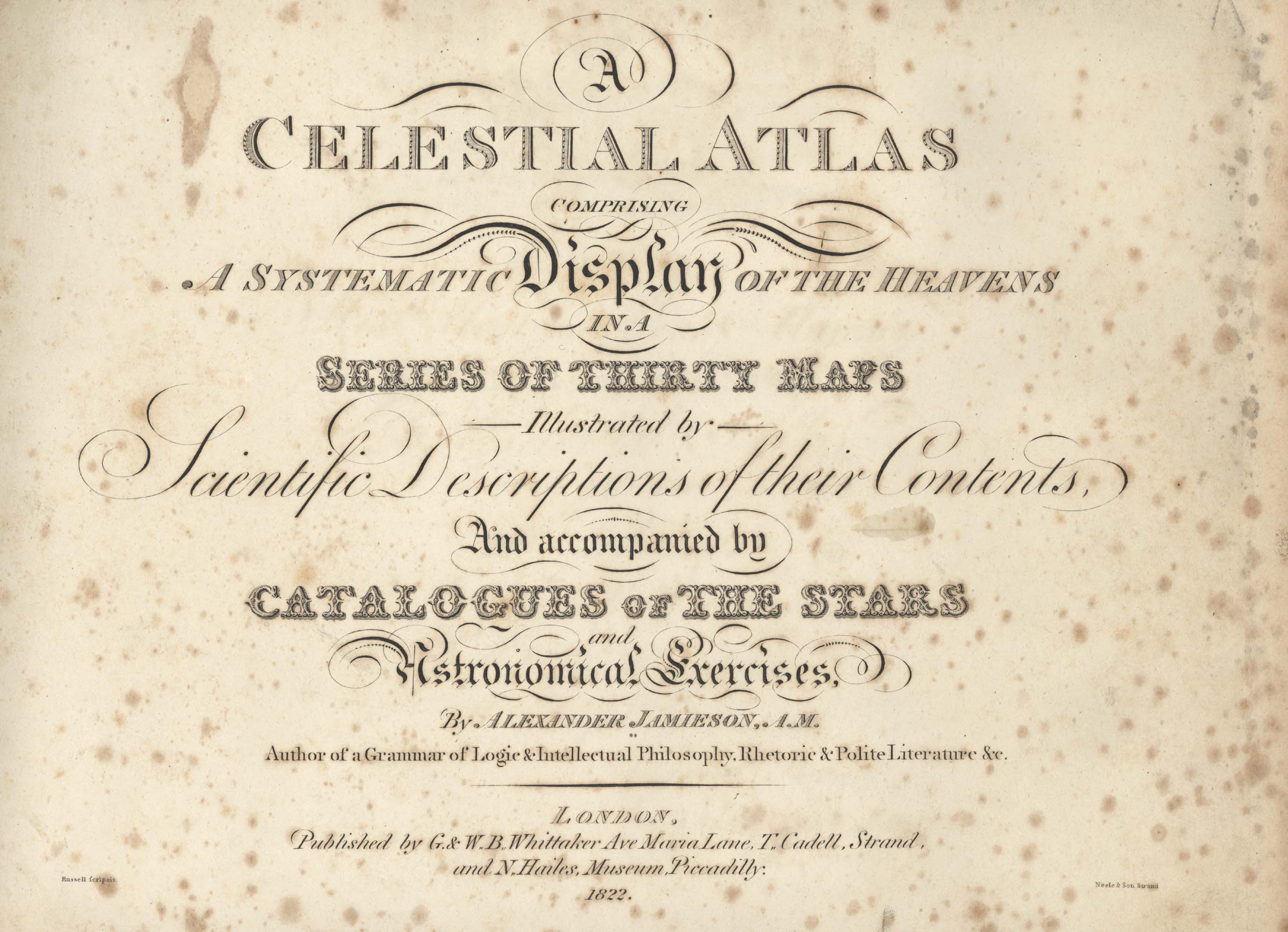
Обкладинка книги «Небесний атлас» Александра Джеймісона

- «Трактат про побудову карт» (A Treatise on the Construction of Maps)[1][18]
- «Граматика універсальної географії» (Grammar of Universal Geography), 1820?, 1823[19]
- «Небесний атлас» (A Celestial Atlas) 1822[1][20]. Ця робота була натхненна зоряним атласом Йоганна Елерта Боде, але обмежувалася зорями, які можна було побачити неозброєним оком. Ця книга стала джерелом натхнення для творців «Дзеркала Уранії»[21][22]
- «Розмови з загальної історії, що демонструють прогресивний погляд на стан людства» (Conversations on General History, exhibiting a Progressive View of the State of Mankind), 2-ге видання 1823 року[23]
- «Словник механічної науки, мистецтв, мануфактур та різних знань» (A Dictionary of Mechanical Science, Arts, Manufactures, and Miscellaneous Knowledge), том 1 — 1827[24], том 2 — 1829[24]
- «Механіка рідин для практиків» (Mechanics of Fluids for Practical Men), 1837[1][25]
- «Звіт про створення та діяльність товариств страхування життя» (Report on the Constitution and Operations of Life Assurance Societies), 1841[2]
- «Посібник з картографії та механічної географії» (A Manual of Map-making and Mechanical Geography), 1846[26]
- «Елементи алгебри» (Elements of Algebra)[1]